# Liste der Naturdenkmale in Schönecken
Die Liste der Naturdenkmale in Schönecken nennt die im Gemeindegebiet von Schönecken ausgewiesenen Naturdenkmale (Stand 13. April 2024).

## Naturdenkmale
| Nr.         | Bezeichnung              | Lage                                                            | Beschreibung                                                                      | Bild                                    |
| ----------- | ------------------------ | --------------------------------------------------------------- | --------------------------------------------------------------------------------- | --------------------------------------- |
| ND-7232-533 | Wetteldorfer Steinbrüche | Wetteldorf, südlich des Ortes; Flur In der Irschfelderbach Lage | Lokalität des Wetteldorfer Richtschnitts, geschützt durch die Ludwig-Happel-Hütte | Direkt Bild zu diesem Denkmal hochladen |

## Ehemalige Naturdenkmale
| Nr. | Bezeichnung | Lage                                                      | Beschreibung | Bild                                    |
| --- | ----------- | --------------------------------------------------------- | --- | --------------------------------------- |
|     | Jungfraulei | Schönecken, nördlich des Ortes; Abteilung Reinsbusch Lage | Kalksteinfelsen; flächenhaftes Naturdenkmal; Rechtsverordnung aufgehoben, jetzt im Naturschutzgebiet Schönecker Schweiz | Direkt Bild zu diesem Denkmal hochladen |